# Cephalophorus
Cephalophorus Gray, 1842 è uno dei sei generi che costituiscono la tribù dei Cephalophini, nonché quello che comprende la maggior parte delle specie di cefalofo. Il nome scientifico si riferisce alla cresta di lunghi peli che si trova tra le corna; in lingua inglese questi animali vengono detti duikers, parola afrikaans che significa «tuffatori», per la loro abitudine di «tuffarsi», entrando a testa bassa anche nei cespugli più fitti se disturbati.
I cefalofi non sono comuni allo stato fossile, ma le specie attuali mantengono molti caratteri presenti nei resti fossili di Bovidi primitivi e talvolta vengono considerati tra le antilopi africane più primitive.

## Tassonomia
Fino a poco tempo fa, tutti i cefalofi, ad eccezione della silvicapra (Sylvicapra), venivano assegnati al genere Cephalophus, ma già nel 2001 Peter Grubb e Colin Peter Groves riconobbero Philantomba come genere distinto in uno studio del 2001; lo stesso studio rivelò l'esistenza di tre distinte linee evolutive in seno a Cephalophus. La prima comprendeva i cefalofi giganti, come il cefalofo di Jentink e il cefalofo dorsale, la seconda i cefalofi rossi dell'Africa occidentale, come il cefalofo di Peters e il cefalofo di Ogilby, e la terza i cefalofi rossi dell'Africa orientale, come il cefalofo rosso e il cefalofo dalla fronte nera. Un altro studio genetico del 2012 confermò pressoché esattamente questi risultati. Tuttavia, esso dimostrò che né il cefalofo di Aders né il cefalofo zebra potevano essere assegnati con precisione a uno di questi tre gruppi. Come ulteriore risultato, la silvicapra si rivelò essere una specie gemella dei cefalofi giganti e quindi un taxon più profondamente radicato nel genere Cephalophus di quanto originariamente ipotizzato: stando così le cose, il genere Cephalophus doveva considerarsi parafiletico. Di conseguenza, gli studiosi iniziarono a discutere se le varie specie di cefalofi rossi dovessero essere escluse da Cephalophus: a tale scopo, venne suggerito per loro un nome generico alternativo, Cephalophorus. Nello stesso contesto, venne valutata l'istituzione di due nuovi generi monotipici, Leucocephalophus per il cefalofo di Aders e Cephalophula per il cefalofo zebra. La tassonomia generale dei cefalofi stabilita dagli studi del 2001 e del 2012 è stata supportata da un'ulteriore analisi genetica del 2019. Nel 2022, nell'ambito di un altro studio genetico, si sono aggiunte nuove prove a quanto era già stato ipotizzato e il genere Cephalophus è stato suddiviso.
Al genere Cephalophorus sono ascritte attualmente undici specie:
- cefalofo di Brooke - Cephalophorus brookei (Thomas, 1903);
- cefalofo di Peters - Cephalophorus callipygus (Peters, 1876);
- cefalofo del Kivu - Cephalophorus kivuensis (Lönnberg, 1919);
- cefalofo dal ventre bianco - Cephalophorus leucogaster (Gray, 1873);
- cefalofo rosso - Cephalophorus natalensis (A. Smith, 1834);
- cefalofo nero - Cephalophorus niger (Gray, 1846);
- cefalofo dalla fronte nera - Cephalophorus nigrifrons (Gray, 1871);
- cefalofo di Ogilby - Cephalophorus ogilbyi (Waterhouse, 1838);
- cefalofo del Ruwenzori - Cephalophorus rubidus (Thomas, 1901);
- cefalofo dai fianchi rossi - Cephalophorus rufilatus (Gray, 1846);
- cefalofo di Weyns - Cephalophorus weynsi (Thomas, 1901).

## Descrizione
Al genere Cephalophorus sono ascritti cefalofi di medie dimensioni. Le loro dimensioni variano dai 60-70 cm di lunghezza per un peso di 9-12 kg del cefalofo dai fianchi rossi agli 80-115 cm di lunghezza per un peso di 15-24 kg del cefalofo di Peters. Le corte zampe anteriori e le posteriori più lunghe, la forma arcuata del corpo consentono ai cefalofi di scivolare facilmente nella vegetazione fitta.
I sessi sono simili all'apparenza, sebbene le femmine siano più lunghe dei maschi di quasi il 4%. Le corna, corte e coniche, sono presenti in entrambi i sessi. La colorazione varia a seconda delle specie, ma è quasi sempre di colore più o meno bruno-rossastro, ad eccezione del cefalofo nero, il cui manto va da marrone nerastro a nero.

## Distribuzione e habitat
Tutte e quattro le specie di Cephalophus vivono nelle foreste tropicali dell'Africa occidentale, centrale e orientale. Si va da specie che occupano un areale molto vasto, come il cefalofo rosso, diffuso dall'Etiopia fino al Sudafrica, a specie rare e localizzate, come il cefalofo del Ruwenzori, endemico delle foreste di alta montagna dell'Uganda.

## Biologia
La storia naturale di molte specie di cefalofi è poco conosciuta a causa della impenetrabilità del loro ambiente naturale e della loro natura riservata. I cefalofi sono principalmente brucatori e richiedono un cibo di alta qualità a causa della loro taglia relativamente piccola. Si nutrono di foglie, frutta, germogli, gemme, semi e cortecce. Talvolta catturano piccoli uccelli e roditori e all'occasione si nutrono anche di insetti e carogne.
I cefalofi posseggono grosse ghiandole olfattive dietro agli occhi. La struttura di queste ghiandole differisce da quella delle ghiandole preorbitali che si trovano nelle altre antilopi. La secrezione, che può essere chiara o bluastra in alcune specie, viene emessa attraverso una serie di pori invece che attraverso una singola grande apertura. In cattività molti cefalofi strofinano queste ghiandole sugli steccati, sugli alberi o su altri oggetti a loro disposizione. Questo comportamento di solito è stato interpretato come marcatura territoriale.
La gestazione, almeno nel cefalofo dai fianchi rossi, dura 7,5-8 mesi. La longevità allo stato libero è sconosciuta, ma in cattività alcuni esemplari possono vivere fino a 10-15 anni.